# Danse animalière

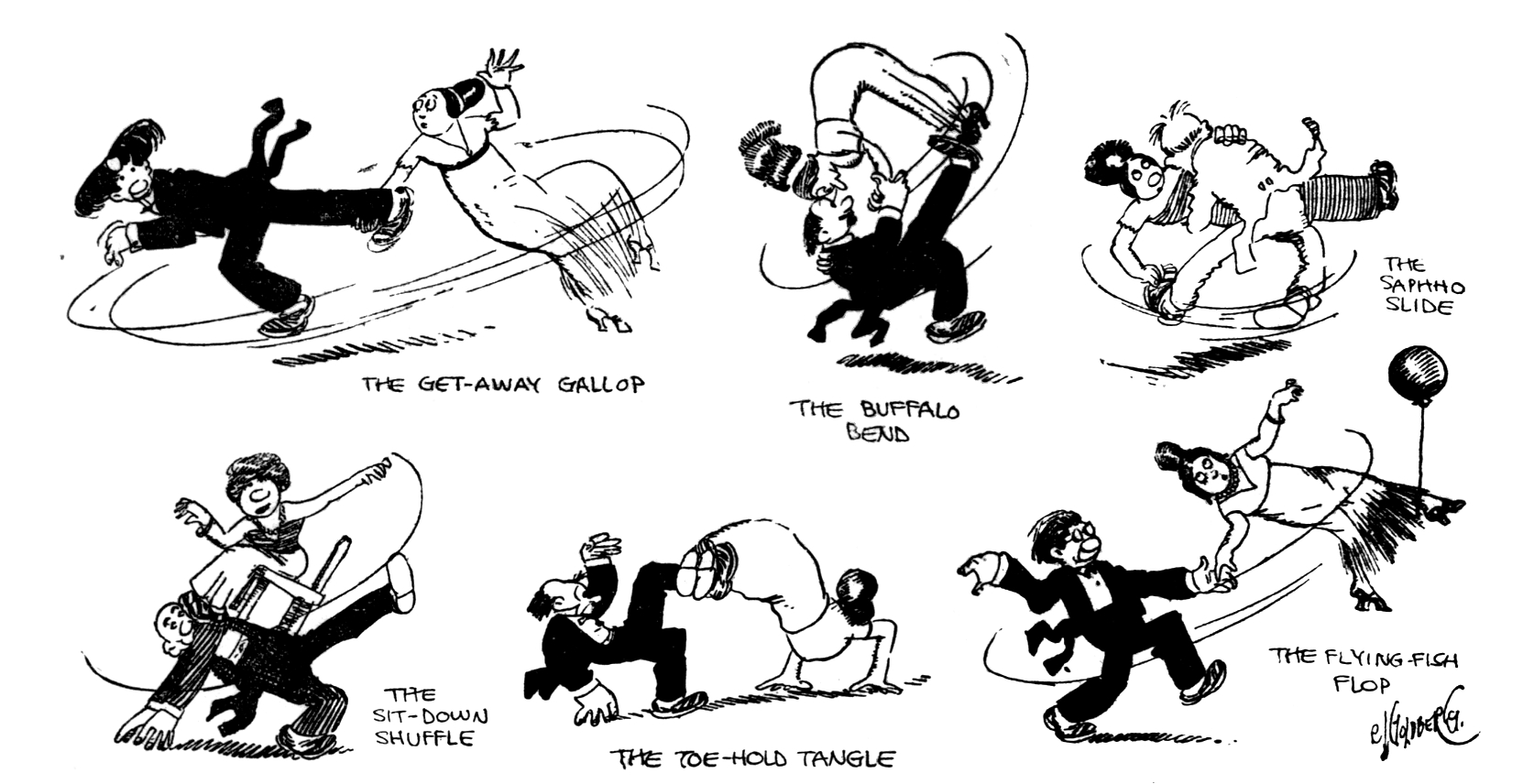
Dessin humoristique de Rube Goldberg prétendant essayer de deviner quelles seraient les prochaines danses à la mode (août 1912). On voit par exemple parmi ces danses fictives le Get-Away Gallop, le Buffalo Bend et le Flying-Fish Flop.

Le terme de danse animalière fait référence à un groupe de danses sociales ayant eu leur pic de popularité en occident au début du XXe siècle et dont les mouvements devaient rappeler les mouvements de divers animaux. Ces danses ont connu un fort engouement de la part de la jeune génération et ont été beaucoup critiquées par les sections conservatrices et les gardiens des bonnes mœurs. Le pas de l'ours et le bunny hug font par exemple partie des danses animalières.

## Définition
Le terme « danse animalière » regroupe les danses ragtime proches du one-step nées au début du XXe siècle imitant des mouvements d'animaux. Ces danses sont englobées dans le terme plus général de « danses ragtime » qui inclut également les danses telles que le Texas Tommy n'ayant pas de ressemblance animale. Le Texas Tommy avait de plus une réputation plus athlétique et moins loufoque que celles des danses animalières. L'engouement pour les danses ragtime a par la suite été suivi par celui des « danses modernes » mené par Vernon et Irene Castle.

## Histoire
L'engouement pour la danse animalière était directement lié à la popularité de la musique ragtime (des mélodies d'improvisation aux rythmes syncopés, issues des traditions afro-américaines). L'apparition des danses animalière se déroule durant une période où de très nombreuses nouvelles danses sont créées. Entre 1912 et 1914, plus de 100 nouvelles danses auraient fait leur apparition dans les salons de danse.
Une grande variété de ces modes apparurent sous diverses formes de danses animalières, telles que :
- le Horse Trot (trot de cheval)
- le Kangaroo Hop (saut de kangourou)
- le Duck Waddle (dandinement du canard)
- le Squirrel (écureuil)
- le Chicken Scratch (grattement de poulet)
- le Turkey Trot (en) (trot de dinde)
- le pas de l'ours (Grizzly Bear, en anglais)[4]
- le Monkey Glide (glissement de singe)
- le Bunny Hug (câlin de lapin)
- le Crab Step (pas de crabe)
- le Possum Trot (trot d'opossum)
- le Bull Frog Hop (saut de grenouille-taureau)
- le Fish Walk (marche de poisson)
- le Snake Dip (renversé (en) de serpent)
- l'Eagle Rock (rock d'aigle)
- le Kangaroo Kant (Kant[N 1] de kangourou)
- le Wiggle Worm (tortillement de ver)
- le Fox Trot (trot de renard[N 2]),[6],[7]
- le Chicken Glide (glissement de poulet)
- le Pony Prance (ruée ou pavane de poney)[8]

L'idée générale de ces danses était que les couples de danseurs étaient censés imiter avec leurs propres mouvements les mouvements de divers animaux d'après lesquels les danses étaient nommées.
À la fois la musique et la danse reflétaient le dynamisme des influences modernes et urbaines. La musique est caractérisée par les rags de Scott Joplin et rendue populaire auprès de la classe moyenne par l'Alexander's Ragtime Band, publié en 1911. Les danses comprises dans ces « Folies Animalières » font partie de l'âge du jazz des années 1920.
D'après Rebeca Strickland, les danses animalières ainsi que les autres nouvelles danses de cette époque (danses ragtime) incarnent les idéologies sociales de la fin de l'ère progressiste des États-Unis. Les codes de ces danses, tels que les conventions de guidage (en), sont moins stricts que celles de leurs prédécesseurs, offrant aux hommes et aux femmes plus d'opportunités créatives.

### Autres danses de cette époque

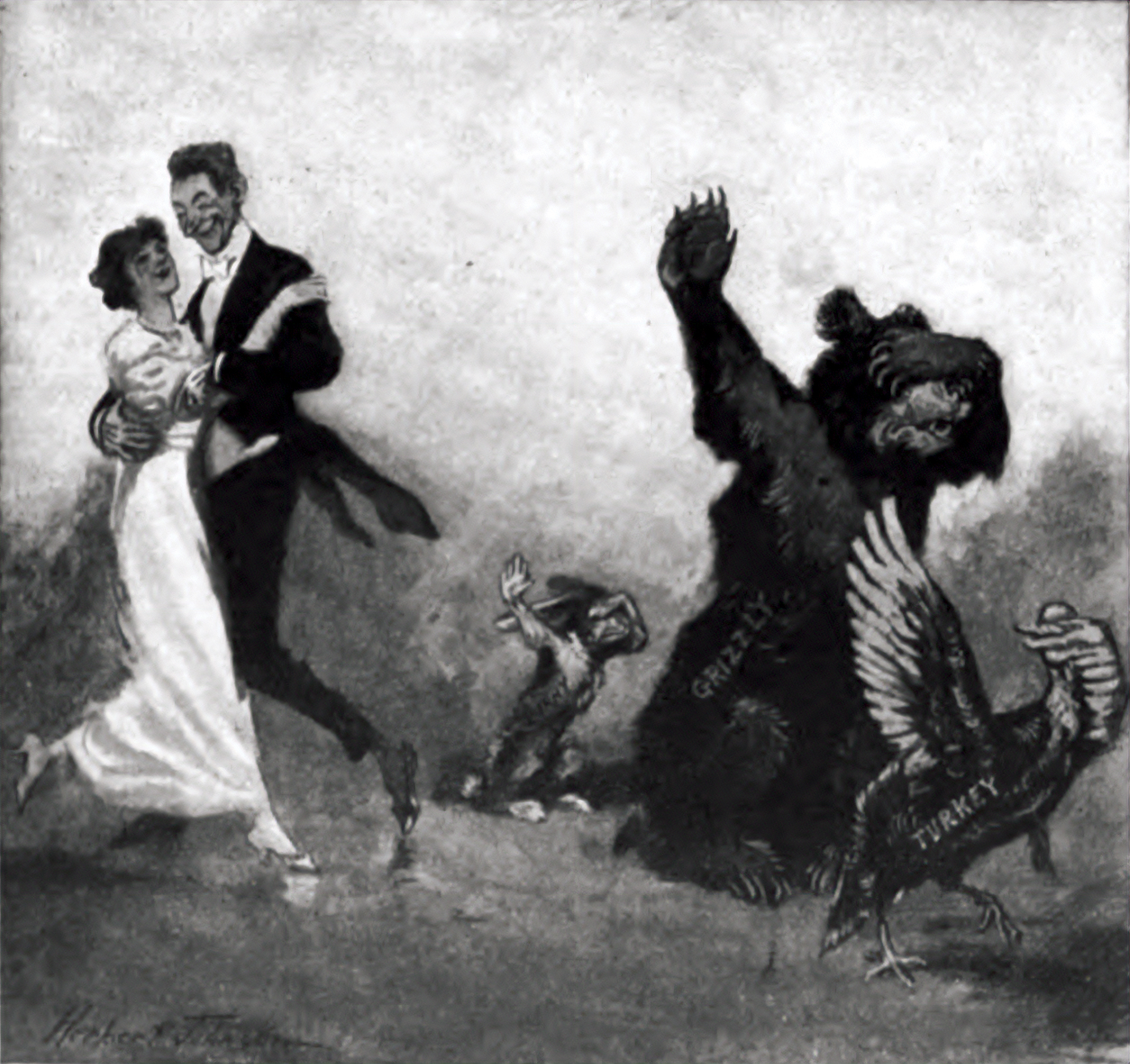
Caricature d'Herbert Johnson sur la réaction du lapin, de l'ours et du dindon à l'apparition du fox-trot (1914).

Les danses animalières sont apparues en même temps que de nombreuses autres danses rag. Le journal Syracuse Herald énumère dans un article du 28 décembre 1913 les danses suivantes dans la rubrique Freak Dances in Vogue :
« The Boston, The Grizzly Bear, Luncheon Lurch, Tennis Tango, Futurist Twirl, Banana Peel Glide, Turtle Dove, Wilcox Glide, Grape Juice Wallow, The Sea-sick, The Double Boston, Boston Dip, Pannier Waltz, The Kitchen Sink, Debutante Dip, Tango Dip, Bunny Hug, Frisco Rag, Frisco Glide, One Step, Grape Vine (en), Texas Tommy, Aeroplane Dip, Horse Trot, Brazilian Maxixe, Fish Walk, The Tiger, The "Cucia," Tango Dream, Hitchy-Koo, Hesitation Waltz, Boll Weevil Wiggle, and Diaphanous Dip »

## Description
Les danses animalières sont en général des variantes du one-step, et progressives (c'est-à-dire où les danseurs se déplacent autour de la piste de danse le long de la ligne de danse).